# 增值税 (中华人民共和国)
增值税为中国最主要的税种之一，增值税的税收收入占中国全部税收收入的30％以上，是最大的一个税种。增值税由国家税务局负责征收，自2016年5月1日起，增值税税收收入中50%为中央财政收入，50%为地方收入。进口环节的增值税由海关负责征收，税收收入全部为中央财政收入。

## 历史沿袭
中国自1979年开始试行增值税，并且于1984年和1993年进行了两次重要改革，现行的增值税制度是以1993年12月13日国务院颁布的国务院令第134号《中华人民共和国增值税暂行条例》为基础的。
2024年12月25日，《中华人民共和国增值税法》表决通过，自2026年1月1日起施行，正式将增值税制度纳入税法体系。

## 征收范围
在全面营改增以前，增值税的征税范围包括：销售和进口货物，提供加工及修理修配劳务。这里的货物是指有形动产，包括电力、热力、气体等，不包括不动产。加工是指受托加工货物，即委托方提供原料及主要材料，受托方按照委托方的要求制造货物并收取加工费的业务；修理修配是指受托对损伤和丧失功能的货物进行修复，使其恢复原状和功能的业务。
此外下列行为被视同为销售货物，均要征收增值税。
- 将货物交由他人代销
- 代他人销售货物
- 将货物从一地移送至另一地（同一县市除外）
- 将自产或委托加工的货物用于非应税项目
- 将自产、委托加工或购买的货物作为对其他单位的投资
- 将自产、委托加工或购买的货物分配给股东或投资者
- 将自产、委托加工的货物用于职工福利或个人消费
- 将自产、委托加工或购买的货物无偿赠送他人

在中国，增值税的征收范围和营业税的征收范围互不重叠，征收增值税的不再征收营业税，征收营业税的不再征收增值税。但在实际经济活动中存在纳税人兼营或混合经营这两种税的应税行为。
对于一项销售行为如果既涉及增值税应税货物又涉及营业税的应税劳务，被视为混合销售行为，如：纳税人销售货物并负责运输，销售货物为增值税征收范围，运输为营业税征收范围。对此的税务处理方法是，对主营货物的生产、批发或零售的纳税人(指纳税人年货物销售的营业额占其全部营业额的50％以上)，全部视为销售货物征收增值税，而不征收营业税；对非主营货物的生产、批发或零售的其他纳税人，全部视为营业税应税劳务，而不再征收增值税。
与混合销售行为不同，兼营行为是指纳税人在从事增值税应税行为的同时，还从事营业税应税行为，且这两者之间并无直接的联系和从属关系。对此的税务处理方法是要求纳税人将两者分开核算，分别纳税，如果不能分别核算或者分别核算不准确的，则全部征收增值税。
其他较为特殊的增值税应税范围还包括：货物期货的实物交割、典当业销售死当、非邮政部门生产销售集邮商品(邮政部门生产销售集邮商品缴纳营业税)等等。
2012年1月1日上海作为首个试点地区启动“营改增”改革（即以前缴纳营业税的应税项目改成缴纳增值税）。2012年7月25日国务院总理温家宝主持召开国务院常务会议，决定扩大营业税改征增值税试点范围，2012年8月1日起至年底，将交通运输业和部分现代服务业营业税改征增值税试点范围，由上海市分批扩大至北京、天津、江苏、浙江、安徽、福建、湖北、广东和厦门、深圳10个省(直辖市、计划单列市)。2013年继续扩大试点地区，并选择部分行业在全国范围试点。2016年5月1日，营改增推行至全国的各个行业，中央与地方各享新增值税的一半税额。至此增值税取代营业税，营业税退出历史舞台，增值税的征税范围扩展至全国范围内所有的货物销售和劳务销售。

## 纳税义务人
从事增值税应税行为的一切单位、个人以及虽不从事增值税应税行为但赋有代扣增值税义务的扣缴义务人都是增值税的纳税义务人。在1994年之前外资企业缴纳工商统一税，并不是增值税的纳税义务人，但1993年11月6日国家税务总局发布国税发[1993]138号《关于涉外税收实施增值税有关征管问题的通知》后，从1994年1月1日起外资企业也成为增值税的纳税义务人。
由于增值税实行凭增值税专用发票抵扣税款的制度，因此对纳税人的会计核算水平要求较高，要求能够准确核算销项税额、进项税额和应纳税额。但实际情况是有众多的纳税人达不到这一要求，因此《中华人民共和国增值税暂行条例》将纳税人按其经营规模大小以及会计核算是否健全划分为一般纳税人和小规模纳税人。具体划分标准为：
- 生产型纳税人，年增值税应税销售额为100万元人民币
- 批发、零售等非生产型纳税人，年增值税应税销售额为180万元人民币

### 小规模纳税人
年销售额达不到前述标准的为小规模纳税人，此外个人、非企业性单位以及不经常发生增值税应税行为的企业也被认定为小规模纳税人。小规模纳税人在达到标准后经申请被批准后可以成为一般纳税人。
对小规模纳税人实现简易办法征收增值税，其进项税不允许抵扣。

### 一般纳税人
年增值税应税销售额达到标准的可以成为一般纳税人，此外对于生产型纳税人如果会计核算健全的，这一标准可以放宽至30万元人民币，但对非生产型商贸企业无论其会计核算健全是否健全均要达到标准才能认定为一般纳税人。另外，由于自1999年起国家强制推广税控加油机，并禁止非税控加油机的生产和销售，所以国家税务总局2001年12月3日发布国税函[2001]882号《关于加油站一律按照增值税一般纳税人征税的通知》规定从2002年1月1日起将所有从事成品油销售的加油站都认定为一般纳税人，而无论其规模是否达到标准和会计核算是否健全。
已认定为一般纳税人的企业如无下列行为，即使某一年度的应税销售额达不标准通常也不取消其一般纳税人资格。
- 虚开增值税专用发票或者有偷、骗、抗税行为
- 连续3个月未申报或者连续6个月纳税申报异常且无正当理由
- 不按规定保管、使用增值税专用发票、税控装置，造成严重后果

对于刚刚成为一般纳税人的商贸企业（包括小规模纳税人转为一般纳税人）需经过一个纳税辅导期才能成为正式的一般纳税人，辅导期一般不少于6个月。辅导期内税务部门将对其进行较严格的管理，包括：限制每月的专用发票申购数量，如需超额申购的，要按前次已领购并开具的专用发票销售额，向主管税务机关预缴4％的增值税款等等。
辅导期达到6个月后，税务机关应对其进行全面评审，如同时符合下列条件，可认定为正式一般纳税人。
- 纳税评估的结论正常
- 约谈、实地查验的结果正常
- 企业申报、缴纳税款正常
- 企业能够准确核算进项、销项税额，并正确取得和开具专用发票和其它合法的进项税额抵扣凭证

凡不符合上述条件之一，主管税务机关可延长其纳税辅导期或者取消其一般纳税人资格。

## 税率、征收率
增值税一般纳税人适用基本税率、低税率。小规模纳税人适用征收率，一般纳税人销售旧货等也适用征收率。总的来说，目前中国大陆的增值税分为六档，即13%、11%、10%、9%、6%、0%。
2018年4月14日，财政部、国家税务总局发布《关于调整增值税税率的通知》，明确自2018年5月1日起，对增值税税率进行调整。2019年3月20日，财政部、国家税务总局再次宣布对增值税税率进行调整，新政自4月1日起施行。

### 基本税率
对于增值税一般纳税人从事应税行为，除下述低税、免税等以外，一律适用13%的基本税率，对于烟、酒、奢侈品等特殊货物另通过加征消费税来进行税收负担的调节。

### 低税率
为减轻某些行业的税收负担，除基本税率以外，另规定了9%、6%、0%的低税率。
- 适用9%税率的货物有：暖气、冷气、热水、煤气、石油液化气、天然气、沼气、居民用煤制品；饲料、化肥、农药、农机（不包括农机零部件）农膜；境内印刷的境外图书；金属和非金属矿采选产品以及国务院规定的其他货物；电子出版物；农产品；
- 适用9%税率的服务有：交通运输服务、邮政服务、电信服务、建筑服务、不动产租赁（含融资租赁）、转让不动产、转让土地使用权
- 适用6%税率的行业有：除标准税率、9%税率、零税率列举范围外的服务和货物，主要有生活服务、金融服务、现代服务和销售无形资产。
- 出口货物的行业适用零税率。
- 增值税一般纳税人销售上述货物或提供上述劳务，按对应的低税率计征增值税。

### 征收率
小规模纳税人适用征收率，其中商业类小规模纳税人，适用的征收率为4％；工业类小规模纳税人，适用的征收率为6％，并且均不得抵扣进项税。
另根据财政部财税[2002]29号《关于旧货和旧机动车增值税政策的通知》规定，自2002年1月1日起，纳税人〔无论其是增值税一般纳税人或小规模纳税人〕销售旧货，一律按4％的征收率计算税额后再减半征收增值税，并不得抵扣进项税额。纳税人销售自己使用过的属于征收消费税的机动车、摩托车、游艇，售价超过原值的，按照4％的征收率计算税额后再减半征收增值税；售价未超过原值的，免征增值税。旧机动车经营单位销售旧机动车、摩托车、游艇，按照4％的征收率计算税额后再减半征收增值税。
对于自来水公司销售自来水，按国家税务总局2002年5月17日国税发[2002]56号《关于自来水行业增值税政策问题的通知》也按6％的征收率征收增值税，但同时对其购进水厂的自来水取得的增值税专用发票上注明的增值税税款可以抵扣。
中外合作油(气)田开采的原油、天然气根据国务院1994年2月22日国发(1994)10号《关于外商投资企业和外国企业适用增值税、消费税、营业税等税收暂行条例有关问题的通知》按5％的征收率征收增值税。
自2009年1月1日起，新《增值税暂行条例》实施，取消了原小规模纳税人中商业企业以及工业企业的划分，并将小规模纳税人的征收率统一为3%。

## 减免税
《中华人民共和国增值税暂行条例》第十六条规定了下列8个项目免征增值税：
- 农业生产者销售的自产农业产品
- 避孕药品和用具
- 古旧图书
- 直接用于科学研究、科学试验和教学的进口仪器、设备
- 外国政府、国际组织无偿援助的进口物资和设备
- 来料加工、来件装配和补偿贸易所需进口的设备
- 由残疾人组织直接进口供残疾人专用的物品
- 销售的自己使用过的物品

另外，未达到起征点的也予以免征增值税，增值税的减免权在国务院，任何地区、部门均无权减免增值税，但各省级国税局可在规定的幅度内根据本地实际情况确定适用的起征点。
除以上法定免税外，经国务院批准财政部、国家税务总局等部委又陆续发文规定了一些新的减免项目，包括：
- 基建单位和从事建筑安装业务的企业附设的加工厂、车间，在建筑现场制造的预制构件，凡直接用于本单位或本企业建筑工程的，不征收增值税
- 因转让著作权而发生的销售电影母片、录像带母带、录音磁带母带的业务，以及因转让专利技术和非专利技术的所有权而发生的销售计算机软件的业务，不征收增值税
- 经国家版权局注册登记的计算机软件产品，在销售时一并转让著作权、所有权的，征收营业税，不征收增值税
- 供应或开采未经加工的天然水，如水库供应农业灌溉用水、工厂自采地下水用于生产的，不征收增值税
- 对电信部门及其下属的电话号簿公司销售电话号簿业务收入，不征收增值税
- 销售给军队、军警的军事用品免征增值税
- 军队、武警系统所属企业生产的在系统内部调拨或销售的钢材、木材、水泥、锅炉等货物，免征增值税
- 军队、武警、军工系统各单位经总后勤部和国防科工委批准进口的专用设备、仪器仪表及其零配件，免征进口增值税
- 对军队武警、公安部门进口的警犬免征进口增值税
- 残疾人用品免征增值税
- 残疾人提供的加工和修理、修配劳务，免征增值税
- 进口的供残疾人专用的物品，免征进口增值税
- 利用废渣生产的建材产品，免征增值税
- 中国图书进出口总公司销售给科研机构和大专院校的进口科研、教学书刊，免征增值税
- 农村电管站收取的农村电网维护费，免征增值税
- 农膜、种子、种苗、化肥、农药、农机等农业生产资料，免征增值税
- 对国家计划内进口的化肥、农药，免征进口增值税
- 对承担收储任务的国有粮食企业销售粮食，以及其他粮食企业销售军用粮、救灾粮、水库移民用粮和政府储备食用植物油的，免征增值税
- 血站供应给医疗机构的临床用血，免征增值税
- 对非营利性医疗机构自产自用的制剂，免征增值税；营利性医疗机构自产自用的制剂，免征增值税3年
- 人民银行按国际市场价格配售的黄金，免征增值税
- 黄金生产和销售单位销售黄金(不含成色为AU9999、AU9995、AU999、AU995；规格为50克、100克、1公斤、3公斤、12.5公斤的标准黄金)和黄金矿砂(含伴生金)，免征增值税
- 黄金交易所会员单位通过黄金交易所销售标准黄金，未发生实物交割的免征增值税；发生实物交割的，由税务机关按照实际成交价格代开增值税专用发票，并实行增值税即征即返的政策，同时免征城市维护建设税、教育费附加
- 对进口黄金(含标准黄金)和黄金矿砂(含伴生矿)，免征进口环节增值税
- 在上海钻石交易所内交易的钻石，免征增值税，对销往国内市场的钻石，不在免税之列
- 对直接进入上海钻石交易所的进口钻石，在进口环节不征收增值税
- 高校后勤实体为高校师生食堂提供的粮食、食用植物油、蔬菜、肉、禽、蛋、调味品和食堂餐具，免征增值税
- 高校后勤实体向其他高校提供快餐的外销收入,免征增值税
- 校办企业生产的用于本校教学科研方面的应税产品(不包括消费税应税产品)，免征增值税
- 经国务院批准成立的中国信达、华融、长城和东方等4家资产管理公司及其分支机构，接受相关国有银行的不良债权，借款方以货物、不动产、无形资产、有价证券和票据等抵充贷款本息的，免征资产公司销售转让该货物、不动产、无形资产、有价证券、票据以及利用该货物、不动产从事融资租赁业务应缴纳的增值税
- 铁路系统内部单位为本系统修理货车的业务，免征增值税
- 对废旧物资回收经营单位销售其收购的废旧物资，免征增值税
- 对外国政府和国际组织无偿援助在国内采购的货物，免征增值税
- 驻华使领馆运进的公务用品，外交代表运进的自用物品，使领馆行政技术人员到任半年内运进的安家物品，免征进口增值税
- 中远集团的轮船修理业务，免征增值税
- 国家专业运动队进口或国际组织和国外赠送、赞助的体育器材，比赛专用服装，免征进口增值税
- 对第29届奥运会组委会再销售所获捐赠物品和赛后出让资产取得的收入，免征增值税
- 对外国政府和国际组织无偿捐赠用于第29届奥运会的进口物资，免征进口环节增值税和关税
- 对国际奥委会、国际单项体育组织和其他社会团体等从国外邮寄进口且不流入国内市场的、与第29届奥运会有关的非贸易性文件、书籍、音像、光盘，在合理数量范围内，免征进口环节增值税和关税。对奥运会场馆建设所需进口的模型、图纸、图板、电子文件光盘、设计说明及缩印本等非贸易性规划设计方案，免征进口环节增值税和关税
- 对以一般贸易方式进口，用于第29届奥运会的体育场馆建设所需设备中与体育场馆设施固定不可分离的设备以及直接用于奥运会比赛用的消耗品(如比赛用球等)，免征进口环节增值税和关税
- 对国际奥委会取得的来源于中国境内、与第29届奥运会有关的收入以及中国奥委会按有关协议、合同规定，由组委会支付的补偿收入及分成收入，免征相关税收
- 对中标的加工生产企业为青藏铁路建设加工生产的轨枕和水泥预制构件，免征增值税
- 由政府组织拍卖或指定机构销售非典捐赠物资的收入，免征增值税
- 外国团体、企业、个人向中国境内捐赠的食品、药品、生活必需品和抢救工具等救灾物资，免征进口增值税
- 对国内企业生产销售的尿素产品增值税由先征后返50％调整为暂免征收增值税
- 边境地区边民通过互市贸易进口的商品，每人每日价值在人民币1000元以下的，免征进口增值税
- 远洋渔业企业的渔船在公海或国外海域捕获，并运回国内销售的自捕水产品及其加工制品，免征进口增值税
- 对民航总局直属航空公司和地方航空公司"九五"期间进口飞机(包括租赁飞机)，暂减按6％计征进口增值税
- 对利用煤矿石、煤渣、油母页岩和风力生产的电力，以及国家列名的部分新型墙体材料产品，减半征收增值税

以上所列仅为部分减免项目而非全部。

## 应纳税额的计算

### 一般纳税人应纳税额的计算
增值税一般纳税人的应纳税额等于当期销项税额减去当期进项税额。

#### 销项税
增值税销项税额是指纳税人销售货物或者提供应税劳务，按照应税收入和相应的税率计算并向买方收取的增值税税额，也就是说销项税额是由购买方承担的。其公式为：
销项税额＝应税销售收入×适用税率
因为增值税是价外税，公式中的“应税销售收入”是不包括销项税额的收入。含税收入和不含税收入可以通过下面的公式换算：
不含税收入＝含税收入÷(1＋适用税率)
作为增值税的计税依据，准确核算应税销售收入是计算销项税额的关键，应税销售收入包括纳税人销售货物或者提供应税劳务向购买方或接受劳务方收取的全部价款和价外费用，但是不包括收取的销项税额。
价外费用是指于价外向买方收取的手续费、补贴、基金、集资费、返还利润、奖励费、违约金、延期付款利息、包装费、包装物租金、储备费、优质费、运输装卸费、代收款项、代垫款项及其他各种性质的价外收费。但下列项目不包括在内：
- 向购买方收取的销项税额
- 受托加工应征消费税的消费品所代收代缴的消费税
- 同时符合以下条件的代垫运费
  - 承运人的运费发票开具给购货方的
  - 纳税人将该项发票转交给购货方的

无论纳税人会计上如何核算，其随同销售货物(提供应税劳务)向买方收取的价外费用均应并入销售收入计算应纳税额。在这里应当注意的是，价外费用应为含税收入，在计算销项税时要按前述公式换算成不含税收入。
对实际经济活动中的一些特殊销售行为，税务也对其应税销售收入的确定分别做出了相应的规定：
- 以物易物：以物易物是指购销双方不以货币结算，而是以同等价款的货物相互结算。对此税务规定的处理方法是，以物易物的双方都应作购销处理，以各自发出的货物为销售收入并计算销项税额，以各自收到的货物核算购货额并计算进项税额。在以物易物活动中，双方都应向对方开具合法的票据，如收到货物的一方不能取得相应的增值税专用发票或其他合法票据的，就不能抵扣进项税额。

- 还本销售：还本销售是指纳税人在销售货物后的一定期限内，由销售方一次或分次退还给购货方全部或部分价款。税务认为还本销售实际上是以货物换取资金的使用权，是一种融资活动，所以规定，采用还本销售方式销售货物的，其还本支出不得从销售额中扣减，应以全部销售价款为应税销售收入。

- 以旧换新：以旧换新是指纳税人在销售货物的同时，回收买方的旧货物以抵充部分或全部新货价款的行为。对此税务认为销售货物与收购货物是两个不同的业务活动，销售额与收购额不能相互抵减，因此规定，应税销售收入按新货物的同期销售价格确定，不得扣减旧货的收购价格。但金银首饰的以旧换新业务是个例外，考虑到这个行业的特殊性，允许其可以按销售方实际收取的不含增值税价款计算缴纳增值税。

- 折扣销售：折扣销售是指销货方在销售货物时，因买方购货数量较大等原因，而给予购货方的价格优惠。对此税法规定，如果销售额和折扣额在同一张发票上分别注明的，可按折扣后的余额作为销售额计算增值税；如果将折扣额另开发票，不论其在财务上如何处理，均不得从销售额中减除折扣额。

- 销售折扣：销售折扣是指销货方在销售货物后，为了鼓励买方及早付款，而给予买方的一种折扣优待。税务认为，销售折扣发生在销货之后，是一种融资性质的理财费用，因此规定，销售折扣不得从销售额中减除。

- 销售折让：销售折让是指货物销售后，由于其品种、质量上存有缺陷等原因，为避免退货，而给予买方的一种价格折让。税务认为销售折让是由于货物的品种、质量等原因引起销售额的减少，因此，对销售折让，纳税人可以折让后的实际货款计算缴纳增值税。

- 包装物押金：包装物押金是指纳税人销售货物时于货款之外另向买方收取包装物的押金，并于买方退回包装物后返还押金。对此税务规定，纳税人应单独记账核算包装物押金，时间在一年以内且未过期的押金，不并入销售额征税；但对因逾期未收回包装物不再退还的押金，应按所包装货物的适用税率计算销项税额。对已收取一年以上的押金，无论是否逾期或是否退还均要并入销售额征税。对于包装物周转使用期限较长，在报经税务机关批准后，可适当放宽逾期期限。另外，根据国家税务总局1995年10月18日国税发[1995]192号《关于加强增值税征收管理若干问题的通知》的规定，从1995年6月1日起，对除啤酒、黄酒外的其他酒类产品而收取的包装物押金，一律并入当期销售额征收增值税。对销售啤酒、黄酒所收取的押金，按上述一般押金处理。在将包装物押金并入销售额征税时，需要先将该押金换算为不含税价，再并入销售额征税。另外，纳税人不能将包装物租金混同于包装物押金，包装物租金应作为价外费用并入销售额计算销项税额。

- 视同销售：销项税是根据销售额乘以税率确定的，但某些的视同销售行为(如将货物无偿赠送他人)会出现没有销售额的情况，对此税务规定，按纳税人近期同类货物的平均销售价格确定销售额，如该类货物没有对外销售过，则按组成计税价格确定销售额。组成计税价格的公式为：

组成计税价格＝成本×(l十成本利润率)＋消费税税额
其中的成本利润率为10%

#### 进项税
增值税进项税与增值税销项税相对，是指纳税人购进货物或者接受应税劳务所负担的增值税。对于一般纳税人而言，其在销售货物或提供应税劳务时收取的销项税，在购进货物或接受应税劳务时支付的进项税。而增值税的核心就是用纳税人收取的销项税抵扣支付的进项税，其余额为纳税人实际应缴纳的增值税税额。
但并不是纳税人的所有进项税都可以从销项税中抵扣，税务制度对哪些允许抵扣哪些不允许抵扣有着严格的规定，随意抵扣进项税是偷税行为。

##### 准予从销项税额中抵扣的进项税
- 购进货物或接受劳务所取得的增值税专用发票上注明的增值税款
- 进口货物从海关取得的完税凭证上注明的增值税款
- 购进农业生产者销售的农业产品，或者向小规模纳税人购买的农产品，可以按照买价乘以13％的扣除率计算抵扣进项税，其计算公式为：准予抵扣的进项税额＝买价×扣除率
- 纳税人支付运输费用，可以根据运费发票所列运费金额(不包括随同运费支付的装卸费、保险费等其他杂费)乘以7％的扣除率计算抵扣进项税，其计算公式为：准予抵扣的进项税额＝运费×扣除率
- 购入废旧物资回收经营单位销售的免税废旧物资，可以按照废旧物资回收经营单位开具的由税务机关监制的普通发票上注明的金额，乘以10％计算抵扣进项税。

##### 不得从销项税额中抵扣的进项税
- 购进固定资产而支付的增值税，但购置税控收款机所支付的增值税可以抵扣，另外，根据财政部、国家税务总局2005年2月24日的财税[2005]28号《关于2005年东北地区扩大增值税抵扣范围有关问题的通知》规定，东北地区的增值税一般纳税人购进固定资产支付的增值税可以全额抵扣。

新修订的《中华人民共和国增值税暂行条例》、《中华人民共和国消费税暂行条例》和《中华人民共和国营业税暂行条例》于2009年1月1日起施行，其中重要的一项修订就是允许抵扣固定资产进项税额。修订后的增值税条例删除了有关不得抵扣购进固定资产的进项税额的规定，允许纳税人抵扣购进固定资产的进项税额，实现增值税由生产型向消费型的转换
- 用于非应税项目的购进货物或者应税劳务而支付的增值税
- 用于集体福利或者个人消费购进货物或者应税劳务而支付的增值税
- 用于免税项目的购进货物或者应税劳务而支付的增值税
- 非正常损失的购进货物所包含的增值税
- 非正常损失的在产品、产成品，其耗用的购进货物或者应税劳务所包含的增值税
- 未取得并保存增值税扣税凭证、以及值税扣税凭证未在规定期限内交税务机关进行防伪认证或认证未通过
- 未在规定的期限内申报抵扣的进项税

#### 应纳增值税
增值税一般纳税人的当期应纳增值税额等于当期销项税额减去当期准予抵扣的进项税额。
由于实行的是购进扣税法，即只要是当期购进产生的进项税额即使当期未投入生产使用，也可以在当期抵扣，所以纳税人在当期购进的货物很多的情况下，可能会出现当期销项税额小于当期进项税额不足抵扣的情况，对此现行税制规定，当期进项税额不足抵扣的部分可以结转下期继续抵扣。
同理，对于已经在前期抵扣进项税的购进的货物或应税劳务，如果当期改变其用途，用于非应税项目、免税项目、集体福利或者个人消费等，或发生非正常损失的，税务规定，要将已经抵扣的进项税从当期可抵扣的进项税中扣减，称为进项税转出。
这样纳税人的本期应纳增值税的公式为：
本期应纳增值税额＝本期销项税额－(上期留抵进项税额＋本期准予抵扣的进项税额－本期进项税转出额)
如果为负数，可以结转下期继续抵扣，而不表示税务机关将退还税款给纳税人。

### 小规模纳税人应纳税额的计算
小规模纳税人销售货物或者应税劳务，按照销售额6％(工业)或4％(商业)的征收率计算应纳税额，并不得抵扣进项税额。其应纳税额计算公式为：
应纳税额＝不含税销售额×征收率
其中：不含税销售额＝含税销售额÷(1＋征收率)
小规模纳税人购置税控收款机，经主管税务机关审核批准后，可凭购进税控收款机取得的增值税专用发票，按照发票上注明的增值税税额，抵免当期应纳增值税。当期应纳税额不足抵免的，未抵免部分可在下期继续抵免。

### 进口货物应纳税额的计算
无论增值税一般纳税人还是小规模纳税人进口货物，均由海关负责征收进口环节增值税，并不得进行任何抵扣。其应纳税额的计算公式为：
应纳增值税额＝组成计税价格×税率
其中税率适用17％或13％的增值税税率，组成计税价格为关税完税价格加关税，对于消费税应税进口货物还要加上消费税。按照海关法的规定，关税完税价格以海关审定的成交价格为基础的到岸价格作为完税价格，包括货价、运抵关境起卸前的包装费、运费、保险费和其他劳务费等。

## 出口免抵退税
实行免、抵、退税办法的“免”税，是指对生产企业出口的自产货物，免征本企业生产销售环节增值税；“抵”税，是指生产企业出口自产货物所耗用的原材料、零部件、燃料、动力等所含应予退还的进项税额，抵顶内销货物的应纳税额；“退”税，是指生产企业出口的自产货物在当月内应抵顶的进项税额大于应纳税额时，对未抵顶完的部分予以退税。

### 免抵退税条件

#### 基本程序
生产企业将货物报关离境并按规定作出口销售后，在增值税法定纳税申报期内向主管国税机关办理增值税纳税和免、抵税申报，在办理完增值税纳税申报后，应于每月15日前（逢节假日顺延），再向主管国税机关申报办理“免、抵、退”税。税务机关应对生产企业申报的免抵退税资料进行审核、审批、清算、检查。

#### 所需凭证
生产企业申报办理免、抵、退税时，须提供下列凭证：

- 出口货物报关单（出口退税专用）
- 出口发票
- 出口收汇核销单（出口退税专用）、中远期结汇证明
- 代理出口证明
- 增值税专用发票
- 国税机关要求提供的其他凭证

### 免抵退税率
除财政部和国家税务总局根据国务院决定而明确的增值税出口退税率（以下称退税率）外，出口货物的退税率为其适用税率。国家税务总局根据上述规定将退税率通过出口货物劳务退税率文库予以发布，供征纳双方执行。退税率有调整的，除另有规定外，其执行时间以货物（包括被加工修理修配的货物）出口货物报关单（出口退税专用）上注明的出口日期为准。

#### 退税率的特殊规定
外贸企业购进按简易办法征税的出口货物、从小规模纳税人购进的出口货物，其退税率分别为简易办法实际执行的征收率、小规模纳税人征收率。上述出口货物取得增值税专用发票的，退税率按照增值税专用发票上的税率和出口货物退税率孰低的原则确定。
出口企业委托加工修理修配货物，其加工修理修配费用的退税率，为出口货物的退税率。
中标机电产品、出口企业向海关报关进入特殊区域销售给特殊区域内生产企业生产耗用的列名原材料、输入特殊区域的水电气，其退税率为适用税率。如果国家调整列名原材料的退税率，列名原材料应当自调整之日起按调整后的退税率执行。
适用不同退税率的货物劳务，应分开报关、核算并申报退（免）税，未分开报关、核算或划分不清的，从低适用退税率。

### 免抵退税的计算

#### 当期应纳税额的计算
当期应纳税额＝当期内销货物的销项税额－（当期进项税额－当期免抵退税不得免征和抵扣税额）。

#### 免抵退税额的计算
免抵退税额＝出口货物离岸价×外汇人民币牌价×出口货物退税率－免抵退税额抵减额

出口货物离岸价（fob）以出口发票计算的离岸价为准。出口发票不能如实反映实际离岸价的，企业必须按照实际离岸价向主管国家机关进行申报，同时主管税务机关有权依照《中华人民共和国税收征收管理法》、《中华人民共和国增值税暂行条例》等有关规定予以核定。

免抵退税额抵减额＝免税购进原材料价格×出口货物退税率

免税购进原材料包括从国内购进免税原材料和进料加工免税进口料件，其中进料加工免税进口料件的价格为组成计税价格。

进料加工免税进口料件的组成计税价格＝货物到岸价＋海关实征关税和消费税

#### 当期应退税额和免抵税额的计算
- 如当期期末留抵税额≤当期免抵退税额，则

当期应退税额＝当期期末留抵税额

当期免抵税额＝当期免抵退税额－当期应退税额

- 如当期期末留抵税额>当期免抵退税额，则

当期应退税额＝当期免抵退税额

当期免抵税额＝0

当期期末留抵税额根据当期《增值税纳税申报表》中“期末留抵税额”确定。

### 退税的管理
各级国税机关根据本地区生产型出口企业户数及出口量多少等实际情况，设立专门的“免、抵、退”税管理部门或管理岗位。

## 纳税义务发生时间
销售货物或者应税劳务，为收讫销售款项或者取得索取销售款项凭据的当天；先开具发票的，为开具发票的当天。

进口货物，为报关进口的当天。

增值税扣缴义务发生时间为纳税人增值税纳税义务发生的当天。

## 纳税期限
增值税的纳税期限分别为1日、3日、5日、10日、15日、1个月或者1个季度。纳税人的具体纳税期限，由主管税务机关根据纳税人应纳税额的大小分别核定；不能按照固定期限纳税的，可以按次纳税。

纳税人以1个月或者1个季度为1个纳税期的，自期满之日起15日内申报纳税；以1日、3日、5日、10日或者15日为1个纳税期的，自期满之日起5日内预缴税款，于次月1日起15日内申报纳税并结清上月应纳税款。

扣缴义务人解缴税款的期限，依照前两款规定执行。

纳税人进口货物，应当自海关填发海关进口增值税专用缴款书之日起15日内缴纳税款。

## 纳税申报
固定业户应当向其机构所在地的主管税务机关申报纳税。总机构和分支机构不在同一县（市）的，应当分别向各自所在地的主管税务机关申报纳税；经国务院财政、税务主管部门或者其授权的财政、税务机关批准，可以由总机构汇总向总机构所在地的主管税务机关申报纳税。

固定业户到外县（市）销售货物或者应税劳务，应当向其机构所在地的主管税务机关申请开具外出经营活动税收管理证明，并向其机构所在地的主管税务机关申报纳税；未开具证明的，应当向销售地或者劳务发生地的主管税务机关申报纳税；未向销售地或者劳务发生地的主管税务机关申报纳税的，由其机构所在地的主管税务机关补征税款。

非固定业户销售货物或者应税劳务，应当向销售地或者劳务发生地的主管税务机关申报纳税；未向销售地或者劳务发生地的主管税务机关申报纳税的，由其机构所在地或者居住地的主管税务机关补征税款。

进口货物，应当向报关地海关申报纳税。

扣缴义务人应当向其机构所在地或者居住地的主管税务机关申报缴纳其扣缴的税款。

## 增值税专用发票
纳税人销售货物或者应税劳务，应当向索取增值税专用发票的购买方开具增值税专用发票，并在增值税专用发票上分别注明销售额和销项税额。

属于下列情形之一的，不得开具增值税专用发票：

- 向消费者个人销售货物或者应税劳务的；
- 销售货物或者应税劳务适用免税规定的；
- 小规模纳税人销售货物或者应税劳务的。

## 增值税改革
中华人民共和国自1979年开始引入增值税，随后进行了三阶段改革：
- 第一个阶段即1983年增值税改革：这次改革属于增值税的过渡性阶段。此时的增值税是在产品税的基础上进行的，征税范围较窄，税率档次较多，计算方式复杂，残留产品税的痕跡，属变性增值税。
- 第二个阶段即税改革，属增值税的规范阶段。参照国际上通常的做法，结合了大陆的实际情况，扩大了征税范围，减并了税率，又规范了计算方法，开始进入国际通行的规范化行列。是中国大陆最大的税种，占税收收入的60%左右，但存在一些缺陷。

根据1993年12月颁布的《中华人民共和国增值税暂行条例》的规定，增值税的开征范围：境内销售货物或者提供加工、修理修配劳务以及进口货物的单位和个人，为增值税的纳税义务人；税率分13％、17%和免征三部分。具体实施过程中，课税对象分为一般纳税人和小规模纳税人，根据课税对象的不同分别采取不同的计税和管理办法。
- 2008年修订的《中华人民共和国增值税暂行条例》的新变化：一是允许抵扣固定资产进项税额；二是为堵塞因转型可能会带来的一些税收漏洞；三是降低小规模纳税人的征收率；四是将一些现行增值税政策体现到修订后的条例中；五将纳税申报期限从10日延长至15日；六是放宽了一般纳税人资格认定标准。

第三个阶段为全面营改增阶段，属于增值税的成型阶段。在这一阶段，所有行业所有企业均不再缴纳营业税，而是缴纳增值税。至此营业税这一税种被正式废除。同时，重新划分中央与地方在增值税方面的分配方法，在过渡期内，中央与地方各占一半份额。
- 2016年3月24日，财政部、国家税务总局向社会公布了《营业税改征增值税试点实施办法》、《营业税改征增值税试点有关事项的规定》、《营业税改征增值税试点过渡政策的规定》和《跨境应税行为适用增值税零税率和免税政策的规定》。
- 2016年4月30日，国务院发布了《全面推开营改增试点后调整中央与地方增值税收入划分过渡方案》，明确以2014年为基数核定中央返还和地方上缴基数，所有行业企业缴纳的增值税均纳入中央和地方共享范围，中央分享增值税的50%，地方按税收缴纳地分享增值税的50%，过渡期暂定2年至3年。
- 2016年5月1日起，营业税改征增值税试点全面推开。至此，增值税这一税种正式取代营业税，营业税退出历史舞台。[6]

2018年4月14日，财政部、国家税务总局发布《关于调整增值税税率的通知》，明确自2018年5月1日起，对增值税税率进行调整。其中，纳税人发生增值税应税销售行为或者进口货物，原适用17%和11%税率的，税率分别调整为16%、10%；纳税人购进农产品，原适用11%扣除率的，扣除率调整为10%；纳税人购进用于生产销售或委托加工16%税率货物的农产品，按照12%的扣除率计算进项税额；原适用17%税率且出口退税率为17%的出口货物，出口退税率调整至16%。原适用11%税率且出口退税率为11%的出口货物、跨境应税行为，出口退税率调整至10%。2019年3月20日，财政部、国家税务总局再次宣布对增值税税率进行调整，新政自4月1日起施行。

## 相关法规和文件

### 全国人大
- 全国人民代表大会常务委员会,1993年12月29日,中华人民共和国主席令第18号,《关于外商投资企业和外国企业适用增值税、消费税、营业税等税收暂行条例的决定》
- 全国人民代表大会常务委员会,1995年10月30日,中华人民共和国主席令第57号,《关于惩治虚开、伪造和非法出售增值税专用发票犯罪的决定》

### 国务院
- 国务院,1994年2月22日,国发(1994)10号,《关于外商投资企业和外国企业适用增值税、消费税、营业税等税收暂行条例有关问题的通知》
- 国务院,2008年11月10日,国务院令第538号,《中华人民共和国增值税暂行条例》

### 财政部
- 财政部，1993年12月25日，[93]财法字第38号，《中华人民共和国增值税暂行条例实施细则》
- 财政部、国家税务总局，2002年1月13日，财税[2002]7号，《关于进一步推进出口货物实行免抵退税办法的通知》
- 财政部、国家税务总局，2002年3月13日，财税[2002]29号，《关于旧货和旧机动车增值税政策的通知》
- 财政部、国家税务总局，2005年2月24日，财税[2005]28号，《关于2005年东北地区扩大增值税抵扣范围有关问题的通知》
- 财政部、国家税务总局，2009年1月19日，财税[2009]9号，《关于部分货物适用增值税低税率和简易办法征收增值税政策的通知》
- 财政部、国家税务总局，2012年5月25日，财税[2012]39号，《关于出口货物劳务增值税和消费税政策的通知》
- 财政部、国家税务总局，2016年3月24日，财税[2016]36号，《关于全面推开营业税改征增值税试点的通知》
- 财政部、国家税务总局，2017年4月28日，财税[2017]37号，《关于简并增值税税率有关政策的通知》
- 财政部、国家税务总局，2018年4月4日，财税[2018]32号，《关于调整增值税税率的通知》

### 国家税务总局
- 国家税务总局,1993年11月6日,国税发[1993]138号,《关于涉外税收实施增值税有关征管问题的通知》
- 国家税务总局,1995年10月18日,国税发[1995]192号,《关于加强增值税征收管理若干问题的通知》
- 国家税务总局、国家质量技术监督局,1999年6月4日,国税发[1999]第110号,《关于加油机安装税控装置和生产使用税控加油机有关问题的通知》
- 国家税务总局,2001年12月3日,国税函[2001]882号,《关于加油站一律按照增值税一般纳税人征税的通知》
- 国家税务总局,2002年5月17日,国税发[2002]56号,《关于自来水行业增值税政策问题的通知》